# 723-й отдельный разведывательный артиллерийский дивизион
723-й отдельный разведывательный артиллерийский ордена Красной Звезды дивизион Резерва Главного Командования — воинское формирование Вооружённых Сил СССР, принимавшее участие в Великой Отечественной войне.
Сокращённое наименование — 723-й орадн РГК.

## История
В действующей армии с 05.10.1943 по 09.05.1945.
Формирование дивизиона проходило в Московском артиллерийском учебном центре г. КОЛОМНА.
В ходе Великой Отечественной войны вёл артиллерийскую разведку в интересах артиллерийских частей 8-й пад, соединений и объединений 1-го Прибалтийского , 2-го Прибалтийского и Ленинградского фронтов.
После окончания Великой Отечественной войны дивизион входит в состав 7-й гвардейской пушечной артиллерийской дивизии (бывшая 8-я пад) с местом постоянной дислокации г. ВЛАДИМИР.

## Состав
Дивизион сформирован по штату 08/555
- Штаб
- Хозяйственная часть
- 1-я Батарея звуковой разведки (1-я БЗР)
- 2-я Батарея звуковой разведки (2-я БЗР)
- Батарея топогеодезической разведки (БТР)
- Взвод оптической разведки (ВЗОР)
- Фотограмметрический взвод (ФВ)
- Хозяйственный взвод

## Подчинение
| Дата                | Фронт                   | Армия                    | Корпус | Дивизия | Бригада | Примечания |
| ------------------- | ----------------------- | ------------------------ | ------ | ------- | ------- | ---------- |
| 20.10.43 −1.01.44г  | 1-й Прибалтийский фронт | 43-я армия 39-я армия    | -      | 8-я пад | -       | -          |
| 1.01.44-30.04. 44г. | 1-й Прибалтийский фронт | 11-я гв. армия           | -      | 8-я пад | -       | -          |
| 1.05.44-30.06.44г   | 1-й Прибалтийский фронт | -                        | -      | 8-я пад | -       | -          |
| 1.07.44-1.08.44г    | 1-й Прибалтийский фронт | 6-я гв. армия            | -      | 8-я пад | -       | -          |
| 1.08.44-1.09.44г    | 1-й Прибалтийский фронт | 51-я армия               | -      | 8-я пад | -       | -          |
| 1.09.44-1.11.44г    | 1-й Прибалтийский фронт | 43-я армия               | -      | 8-я пад | -       | -          |
| 1.11.44-1.12.44г    | 1-й Прибалтийский фронт | 6-я гв. армия            | -      | 8-я пад | -       | -          |
| 1.12.44-30.01.45г   | 1-й Прибалтийский фронт | 4-я уд. армия            | -      | 8-я пад | -       | -          |
| 1.02.45-24.02.45г   | 1-й Прибалтийский фронт | 51-я армия               | -      | 8-я пад | -       | -          |
| 24.02.45-1.04.45г   | 2-й Прибалтийский фронт | 6-я гв. армия            | -      | 8-я пад | -       | -          |
| 1.04.45-9.05.45г    | Ленинградский фронт     | Курляндская группа войск | -      | 8-я пад | -       | -          |

## Командование дивизиона
Командир дивизиона
- гв. майор Третьяк Василий Григорьевич

Начальник штаба дивизиона
- капитан, майор Брюханов Леонид Васильевич

Заместитель командира дивизиона по политической части
- гв. подполковник Иваненко Павел Кирилович

Помощник начальника штаба дивизиона
Помощник командира дивизиона по снабжению
- ст. лейтенант Волкобой Степан Николаевич

## Командиры подразделений дивизиона
Командир 1-й БЗР
- ст. лейтенант Заруба Юрий Яковлевич

Командир 2-й БЗР
- капитан Файнзильбер Меер-Вольф Лейбович

Командир БТР
- ст. лейтенант  Штеба Александр иванович
- капитан Строков Николай Васильевич

Командир ВЗОР
- лейтенант Ратнер Георгий Львович

Командир ФГВ
- лейтенант Игнатьев Аксентий Антонович